# Geografiske regioner i Tyrkiet
Der er syv geografiske regioner i Tyrkiet   (tyrkisk: bölge) og de blev oprindeligt defineret på landets første geografikongres i 1941. Disse syv regioner er underopdelt i enogtyve sektioner (tyrkisk: bölüm), som yderligere er opdelt i talrige områder (tyrkisk: yöre) som defineret af mikroklima og afgrænset af lokale geografiske formationer.
"Regioner" som defineret i denne sammenhæng er udelukkende til geografiske, demografiske og økonomiske formål og henviser ikke til en administrativ opdeling.

## Regioner og sektioner
| Område                  | Hovedstad | Areal (km2) | Provinser (amter) | Befolkning | Beliggenhed |
| ----------------------- | --------- | ----------- | ----------------- | ---------- | ----------- |
| Ægæiske Region          | Izmir     | 85.000      | 8                 | 10.477.153 |             |
| Sortehavsregionen       | Trabzon   | 143.537     | 18                | 7.696.132  |             |
| Centralanatolske Region | Ankara    | 163.057     | 13                | 12.896.255 |             |
| Østanatolske Region     | Van       | 165.436     | 14                | 6.513.106  |             |
| Marmararegionen         | Istanbul  | 67.000      | 11                | 24.899.126 |             |
| Middelhavsregionen      | Antalya   | 122.927     | 8                 | 10.584.506 |             |
| Sydøstanatolske Region  | Sanliurfa | 59.176      | 9                 | 8.576.391  |             |

- Ægæiske Region
  - Ægæiske Sektion
    - Edremit-området
    - Bakirçay-området
    - Gediz området
    - Izmir-området
    - Küçük Menderes-området
    - Büyük Menderes-området
    - Mentesisk område

  - Det indre vestlige Anatolien

- Sortehavsregionen
  - Vestlige Sortehavssektion
    - Indre Sortehavsområde
    - Kürebjergene

  - Central Sortehavssektion
    - Canikbjergene
    - Indre Central Sortehavsområde

  - Østlige Sortehavsafsnit
    - Østlige Sortehavskystområde
    - Øvre Kelkit - Çoruh Gully

- Centralanatolske Region
  - Konya sektion
    - Obruk, Karatay-plateauet
    - Konya - Eregli

  - Øvre Sakarya-sektion
    - Ankara-området
    - Porsuk Gully
    - Sündiken bjergkæden
    - Øvre Sakarya-området
    - Konya - Eregli nærhed

  - Mellem Kizilirmak Sektion
  - Øvre Kizilirmak Sektion

- Østanatolske Region
  - Øvre Eufratsektion
  - Erzurum - Kars sektion
  - Øvre Murat - Van Sektion
    - Øvre Murat-område
    - Van Area

  - Hakkari sektion

- Marmararegionen
  - Çatalca - Kocaeli sektion
    - Adapazari-området
    - Istanbul-området

  - Ergene sektion
  - Sydlige Marmara-sektion
    - Biga - Gallipoli-området
    - Bursa-området
    - Karesi-området
    - Samanli området

  - Yildiz Sektion

- Middelhavsregionen
  - Adana sektion
    - Çukurova - Taurusbjergområdet
    - Antakya - Kahramanmaras -området

  - Antalya sektion
    - Antalya området
    - Göller området
    - Taseli - Mut Area
    - Teke Området

- Region Sydøstanatolske Region
  - Mellem Eufrat Sektion
    - Gaziantep- området
    - Sanliurfa- området

  - Tigris sektion
    - Diyarbakir- området
    - Mardin - Midyat -området

## Befolkning efter region
| Område               | Befolkning |
| -------------------- | ---------- |
| Marmara              | 24.899.126 |
| Central Anatolien    | 12.896.255 |
| Middelhavet          | 10.584.506 |
| Ægæiske Hav          | 10.477.153 |
| Sydøstlige Anatolien | 8.576.391  |
| Det sorte Hav        | 7.696.132  |
| Østanatolien         | 6.513.106  |